# (42531) McKenna
(42531) McKenna (1995 LJ) – planetoida z grupy przecinających orbitę Marsa okrążająca Słońce w ciągu 3,51 lat w średniej odległości 2,31 j.a. Odkryta 5 czerwca 1995 roku.